# Göviken Heliport
Göviken Heliport er en heliport ved Storsjön strand i Östersund, Jämtland. Den blev etableret i 1959 af piloten Gunnar Andersson, der også har stiftet Jämtlands Flyg. 
I dag opererer 10-12 helikoptere fra Göviken, inklusive den statslige lægehelikopter og Jämtlands Flygs syv maskiner. I 2003 blev der opført en ny hangar med plads til syv helikoptere.